# Giorgio e Gino
Giorgio e Gino - Canti di memoria e di speranza è un album di Piero Nissim, pubblicato nel 2008.

L'artista inizia a comporre e a cantare nel 1967 e fino al 1970 fa parte del Nuovo Canzoniere Italiano.
Nel 2005 torna a cantare in pubblico, con un Concerto di canti yiddish e canti ebraici – Mayn Lidele – in cui ripropone le musiche ascoltate fin dall'infanzia, che hanno fatto da substrato alla sua formazione artistica e musicale.
Nella canzone omonima, che dà titolo al disco, Nissim riprende il tema della shoah, pensando al padre Giorgio e al ciclista Gino Bartali, entrambi attivi nel salvare i perseguitati ebrei, e li immagina percorrere assieme il cielo, in bicicletta, parlando della loro attività umanitaria.

## Crediti
- Registrazione: Alberto Bravin
- Echoes Recording Studios, Trieste, dicembre 2007
- Mixaggio ed equalizzazione:
- Francesco Falorni (www.imagesdirector.com)
- Produzione: Edistudio, Pisa

## Formazione
- Piero Nissim: voce e chitarra
- Davide Casali: clarinetto, basso elettrico, percussioni, cori, tastiera in “Hatikva”
- Samuele Orlando: tastiere, cori
- Myriam Nissim: coro in “Giorgio e Gino”